# 本宿村
本宿村（もとじゅくむら）は、かつて愛知県額田郡にあった村である。現在の岡崎市の東部に相当する。

## 沿革
- 江戸時代末期、この地域は西大平藩領、天領、寺社領、旗本領などであった。元々は法蔵寺の門前町であったが、東海道赤坂宿と藤川宿の間にあることから、間の宿としても栄えた。
- 1889年（明治22年）10月1日 - 上衣文村、大幡村、鶫巣村、鉢池村、本宿村が合併し、額田郡本宿村が発足する。
- 1926年（大正15年）4月1日 - 愛知電気鉄道（現・名鉄名古屋本線）本宿駅が開業。
- 1928年（昭和3年） - 3代目本宿村役場が竣工。
- 1933年（昭和8年）12月 - 宝飯郡蒲郡町の間に鉢地坂トンネルが開通。
- 1955年（昭和30年）2月1日 - 岡崎市に編入される。

## 行政

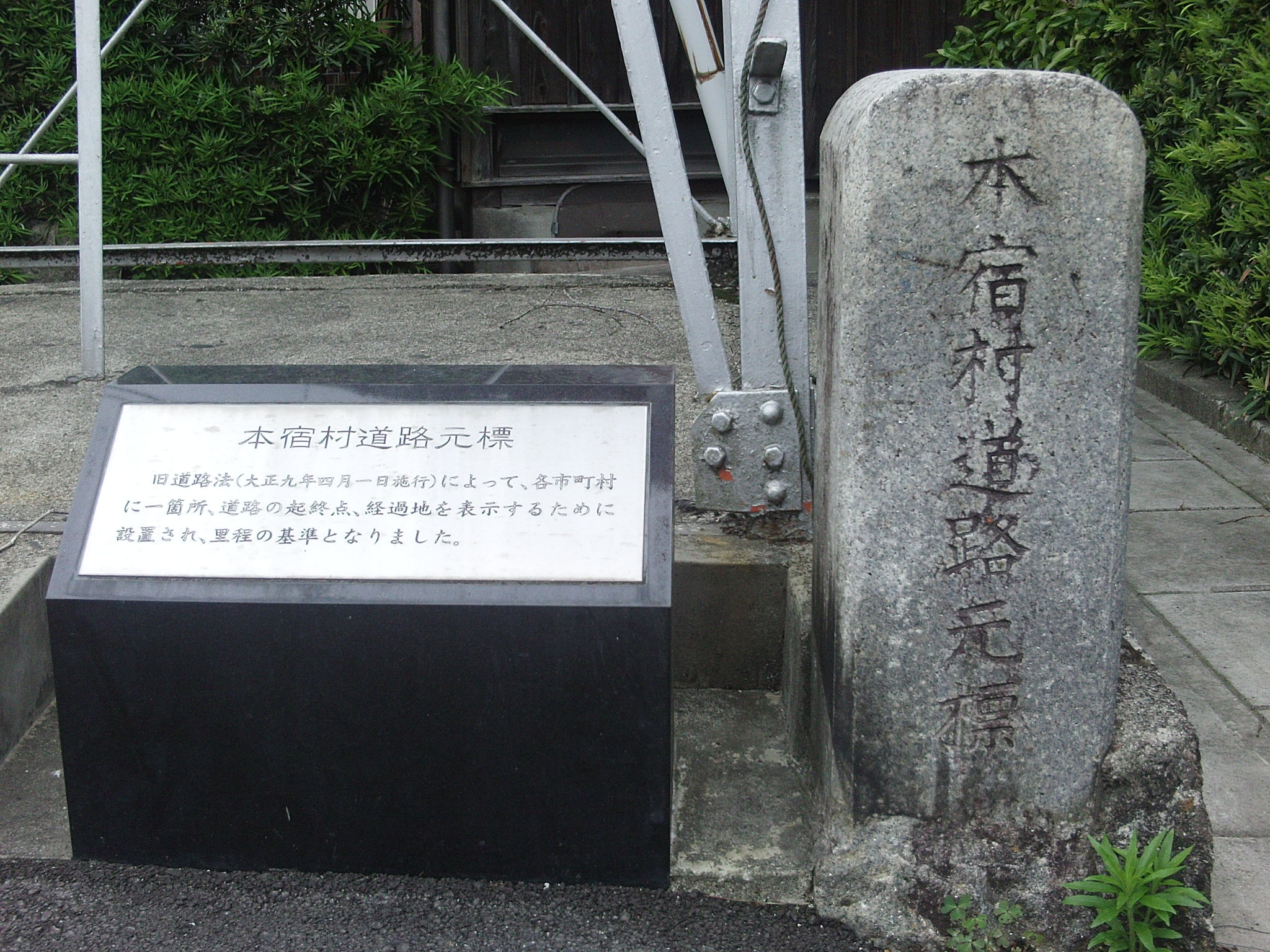
本宿村道路元標

### 歴代村長
| 名前         | 就任日         | 退任日         |
| ------------ | -------------- | -------------- |
| 富田代太郎   | 1889年11月13日 | 1893年11月12日 |
| 永井隈治     | 1893年11月13日 | 1894年12月20日 |
| 天野伴吉     | 1894年12月20日 | 1909年2月20日  |
| 鈴木市太郎   | 1909年2月20日  | 1911年6月10日  |
| 永井貞治     | 1911年9月10日  | 1921年2月      |
| 小野田藤兵衛 | 1921年4月2日   | 1926年3月      |
| 小早川博     | 1926年3月      | 1932年3月      |
| 永井貞治     | 1932年4月      | 1933年10月     |
| 神谷重治     | 1933年10月     | 1937年10月     |
| 鈴木与一郎   | 1937年10月     | 1942年8月      |
| 小早川博     | 1942年8月      | 1946年3月21日  |
| 倉橋松蔵     | 1946年3月22日  | 1947年4月      |
| 鈴木勇       | 1947年4月5日   | 1948年9月      |
| 酒井国次     | 1948年9月6日   | 1948年12月     |
| 太田亀吉     | 1948年12月21日 | 1952年12月     |
| 小早川博     | 1952年12月22日 | 1955年2月      |

出典は『新編 岡崎市史 20 総集編』

### 本宿村役場
1928年（昭和3年）、小早川博村長の時代に3代目本宿村役場が建てられ、岡崎市に編入される1955年（昭和30年）まで役場庁舎として使用された。
旧本宿村役場は2008年（平成20年）に解体されたが、保管部材を使用した復原工事が実施され、2022年（令和4年）4月に資料館「旧本宿村役場」が開館した。岡崎市東部地域の歴史文化に関する展示がある。

## 交通

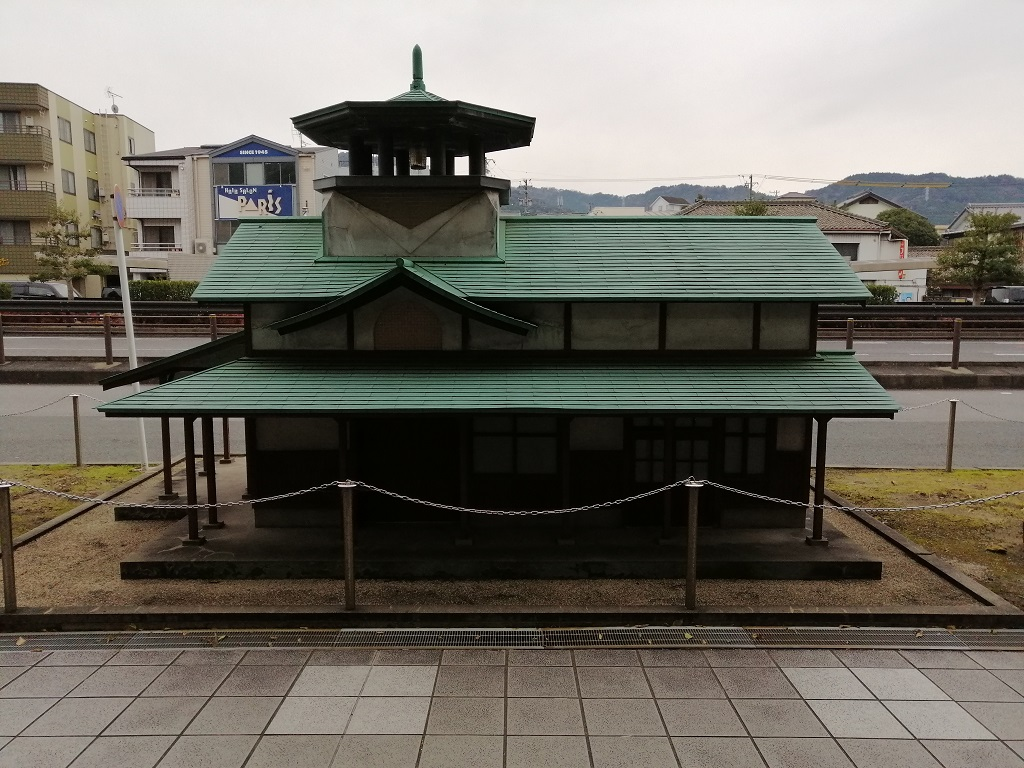
本宿駅

### 鉄道
- 名古屋鉄道名古屋本線
  - 本宿駅

### 道路

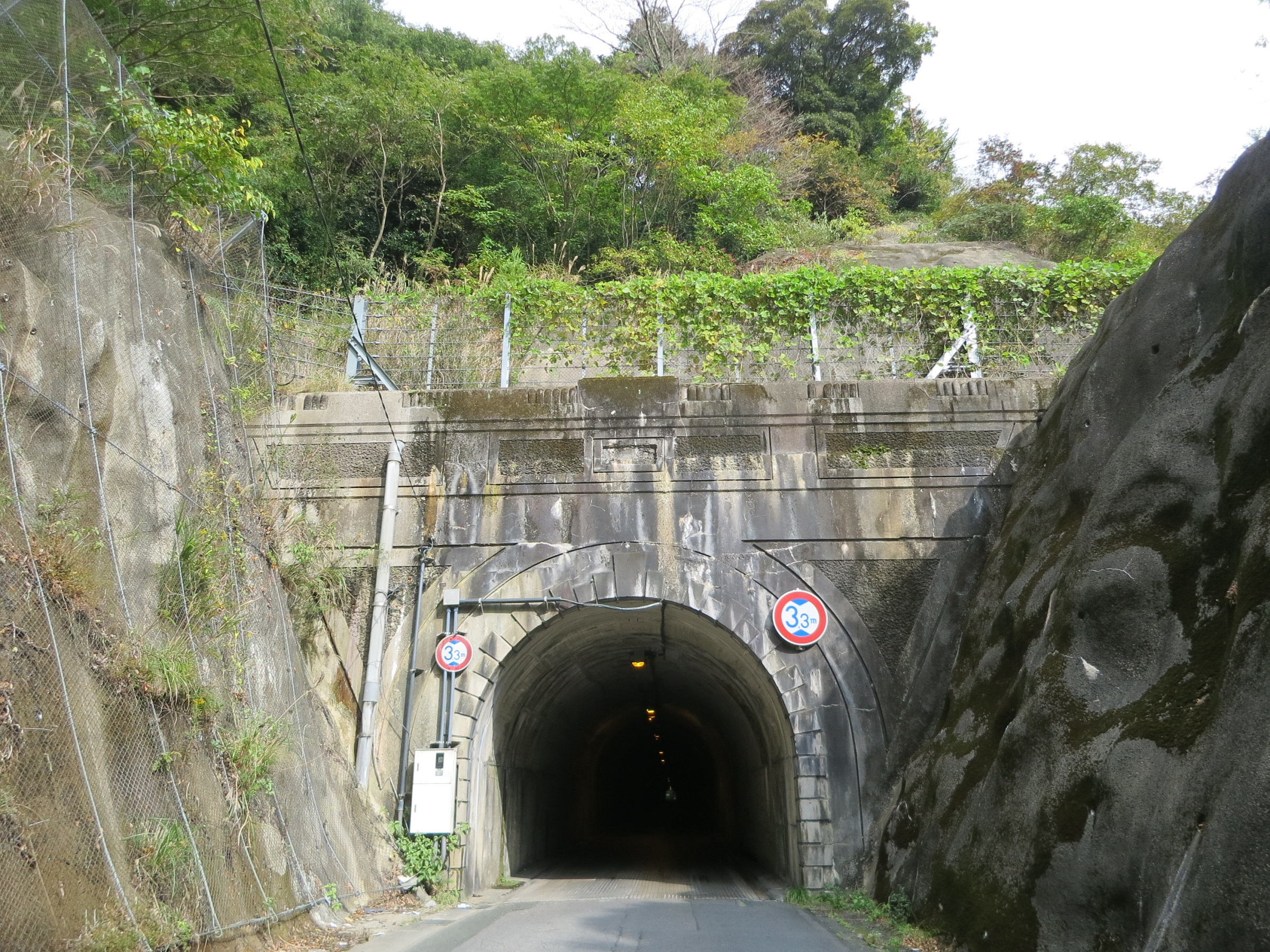
鉢地坂トンネル

- 東名高速道路 - 岡崎市編入後に開通。
- 国道1号
- 国道473号
- 愛知県道38号蒲郡本宿線
- 旧東海道

- 鉢地坂トンネル

## 教育

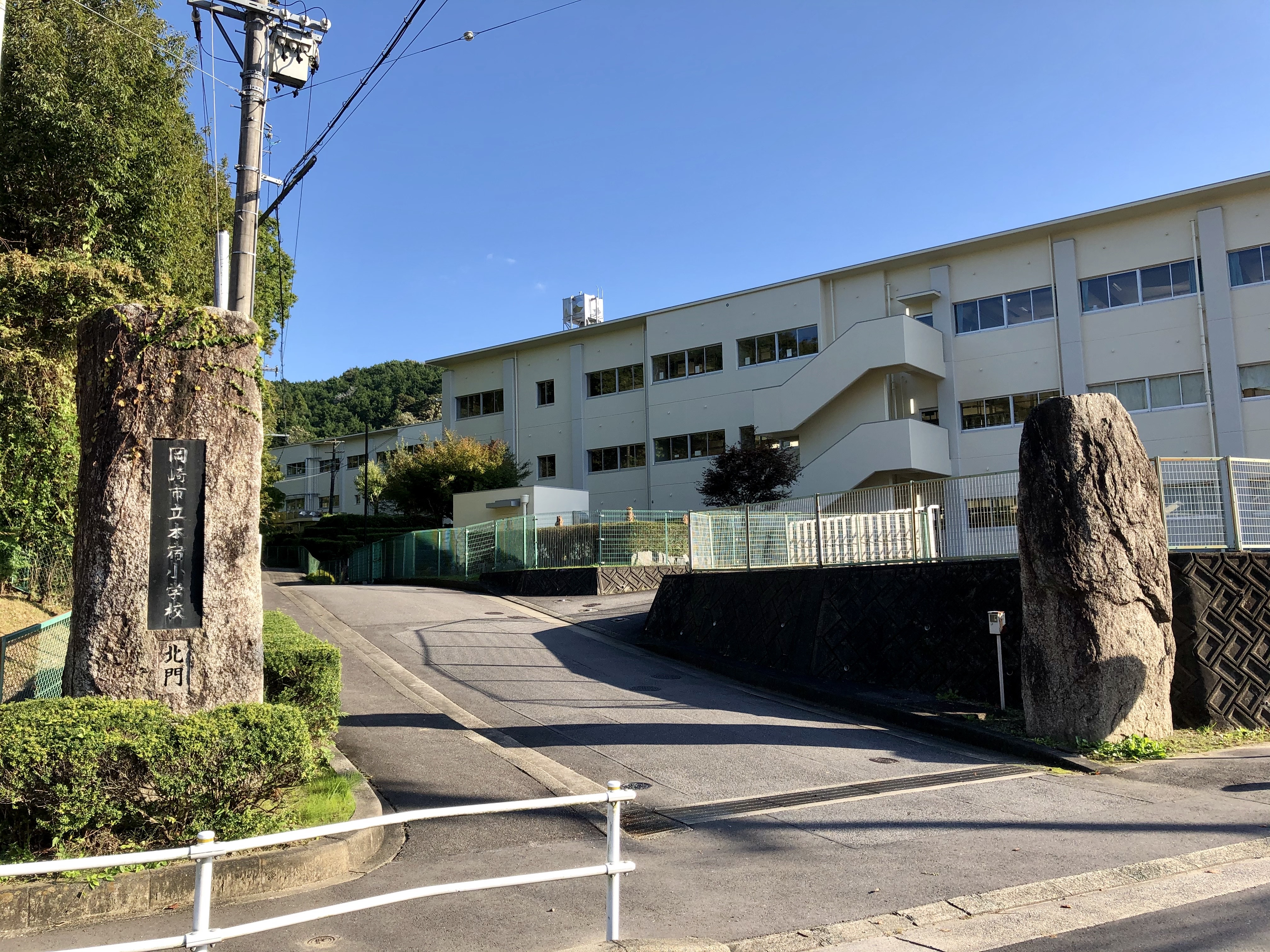
岡崎市立本宿小学校

### 中学校
- 額田郡山中村外三カ村学校組合立東海中学校

### 小学校
- 本宿村立本宿小学校

## 名所・旧跡
- 法蔵寺
- 金龍院
- 菩提院
- 本宿一里塚跡
- 本宿陣屋跡
- 近藤勇首塚

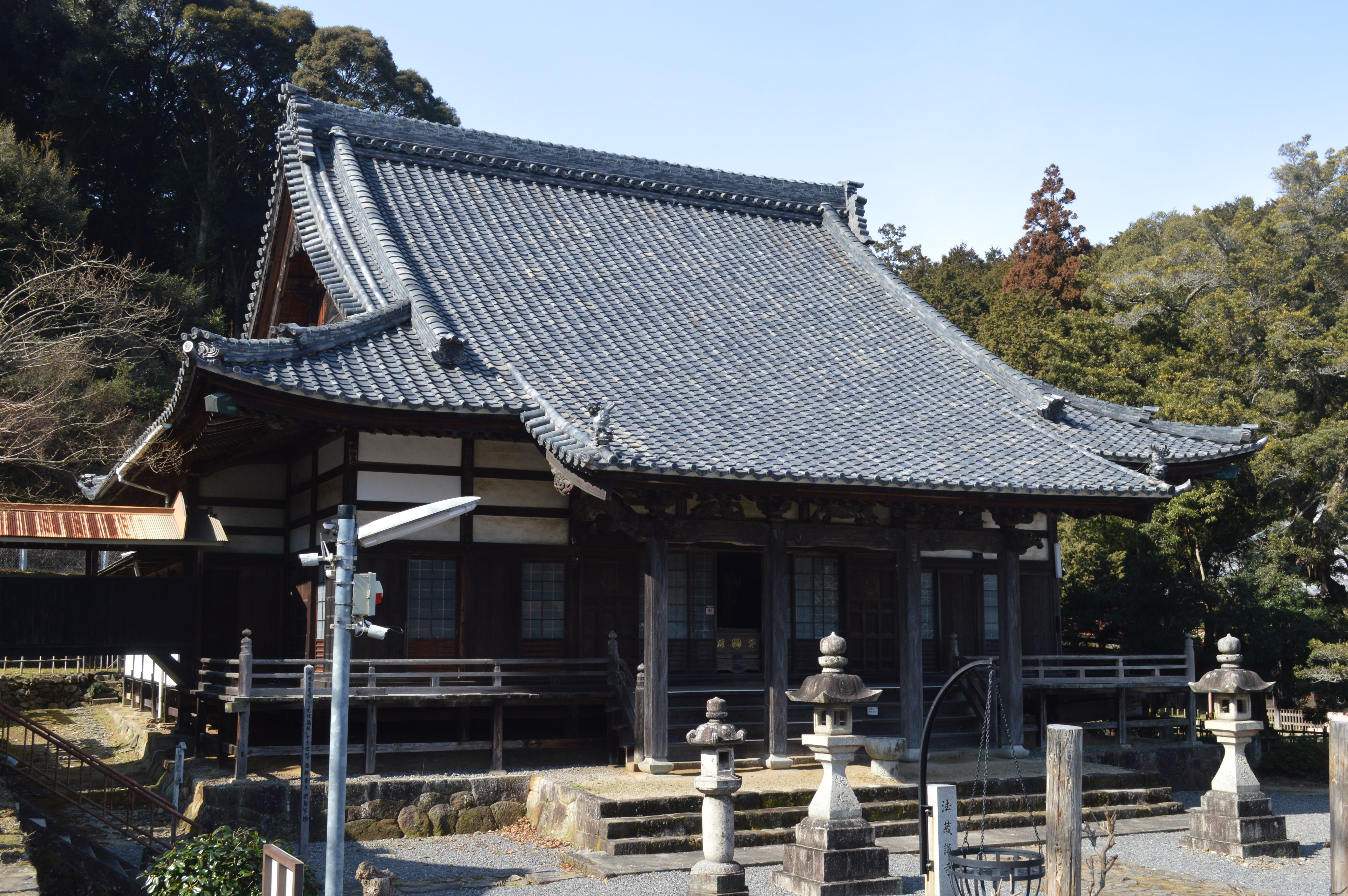
法蔵寺

- 宇都野龍碩邸跡 - 宇津野家は本宿村における医者の家系である[5]。18世紀中頃の3代目当主宇津野立碩は既に医者だった。4代目宇津野立泉、5代目宇津野立達（1775年～1848年）、6代目宇津野龍泉（1799年～1862年）、7代目宇都野龍碩（1818年～????年）、8代目宇津野龍山（1842年～1878年）、9代目宇津野弌（宇津野碩遵、1946年～1916年）と続いた[5]。7代目宇都野龍碩はシーボルトの弟子の蘭方医である青木周弼の弟子。